# Opel Super 6
La Super 6 era un'autovettura di fascia alta prodotta dalla Casa automobilistica tedesca Opel dal 1937 al 1938.

## Profilo e storia
Con l'arrivo della Super 6, la Opel tornò dopo 8 anni di assenza ad occupare quella zona della fascia alta di mercato costituita da vetture con propulsori intorno ai 2.5 litri. Prima dell'arrivo della Super 6, infatti, l'ultima Opel con tali caratteristiche fu la 10/40 PS, mossa da un 2.6 litri.

nello stesso tempo, però, la Super 6 si propose anche come evoluzione della 2.0 L, della quale mantenne il telaio.

Presentata nel novembre del 1936, la Super 6 cominciò ad essere regolarmente commercializzata all'inizio dell'anno seguente.

La Super 6 fu una vettura decisamente più tradizionale nell'impostazione, rispetto alle contemporanee Kadett ed Olympia. Infatti, al contrario di queste ultime che già adottavano una scocca portante, la Super 6 rimase ancora legata alla soluzione del telaio in scatolati e traverse separato dalla carrozzeria. Del resto, essendo strettamente imparentata con la 2.0 L, non poteva essere diversamente. Della 2.0 L, la Super 6 riprese anche la carrozzeria stessa, quasi immutata.

Il nome Super 6 stava ad indicare che la vettura aveva ambizioni superiori a quelle della sua diretta progenitrice, appunto, la 2.0 L, che era denominata anche Opel 6.

Disponibile come limousine a 2 o a 4 porte, nonché come cabriolet a 4 posti, la Super 6 era equipaggiata da un nuovo motore a 6 cilindri in linea da 2473 cm³, con distribuzione a valvole in testa ed in grado di erogare una potenza massima di 55 CV a 3500 giri/min, con una coppia massima di 145 N·m a 1600 giri/min.

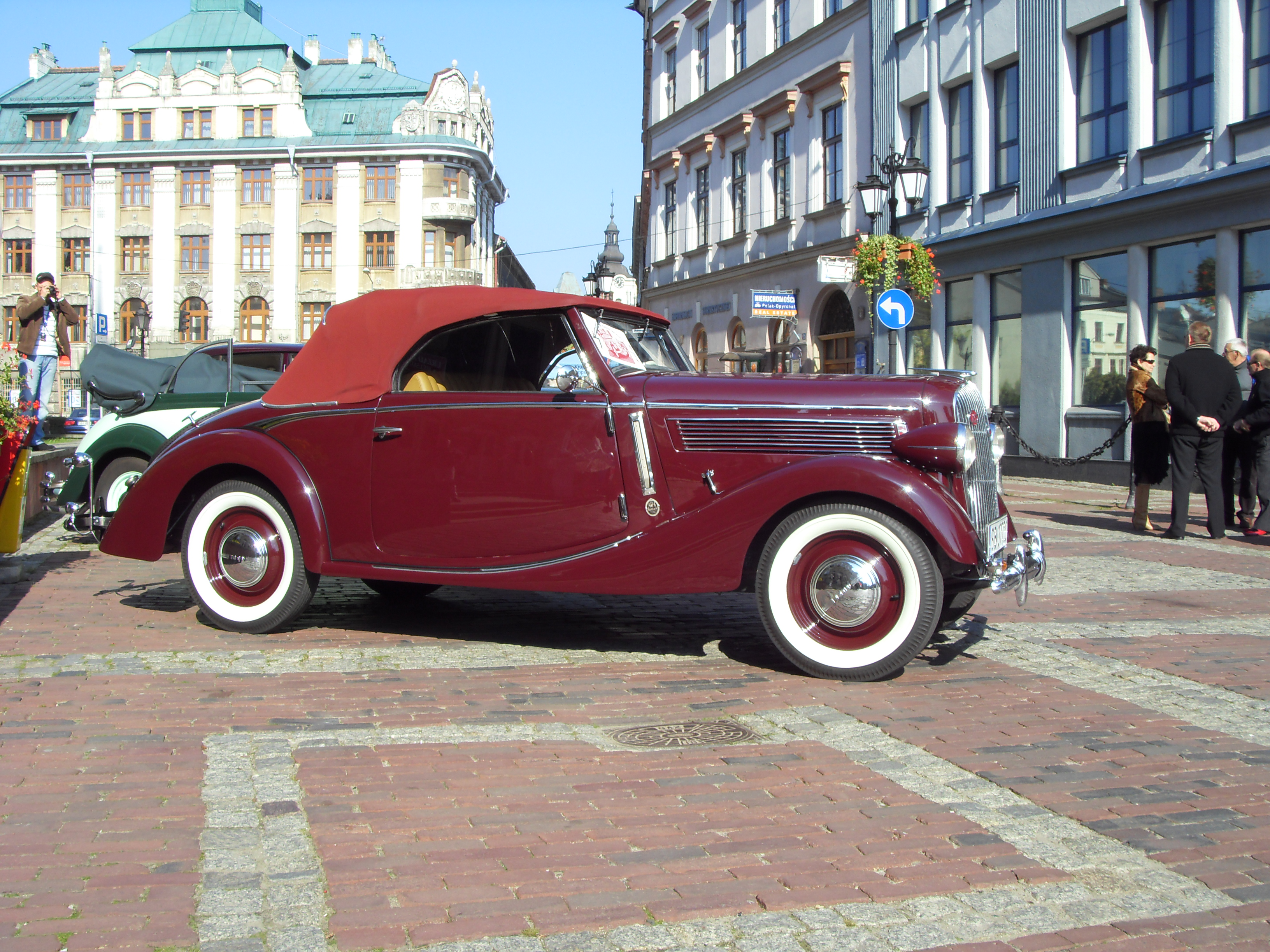
Una Super 6 cabriolet

Il cambio era a tre marce con innesti silenziosi, le sospensioni erano anteriormente a ruote indipendenti con molle elicoidali ed ammortizzatori idraulici, mentre al retrotreno erano ad assale rigido con balestre semiellittiche, ammortizzatori idraulici e barra stabilizzatrice.

L'impianto frenante, a circuito idraulico unico sulle quattro ruote, si avvaleva di quattro tamburi.

La Super 6 raggiungeva una velocità massima di 115 km/h, coprendo l'accelerazione da 0 a 100 km/h in 35"1. Il consumo medio era di 13 litri/100 km.

La Super 6 fu prodotta per circa due anni: a febbraio del 1939 fu infatti lanciata la Kapitän, modello destinato a riprenderne l'eredità e che, attraverso successive generazioni, sarebbe arrivato addirittura fino al 1970.

La Super 6 fu prodotta in 46.453 esemplari: oltre alle configurazione limousine e cabriolet, vi furono anche interpretazioni fuoriserie da parte di alcuni carrozzieri. Sono esistite infatti anche alcune Super 6 con carrozzeria roadster.

Inoltre, il motore della Super 6 servì ad equipaggiare una sportiva a due posti nota ai tedeschi come Geländesportwagen, una sorta di antenata delle moderne vetture da rally.